# 鳥海光弘
鳥海 光弘（とりうみ みつひろ、1946年12月22日 - ）は、日本の地球科学者、東京大学名誉教授。

## 略歴・人物
1946年神奈川県生まれ。1965年神奈川県立多摩高等学校卒業。1969年東京大学理学部地学科（地質学・鉱物学）卒業。1972年同大学院理学系研究科地質学専攻修士課程修了。1974年、同博士課程中退。1974年「関東山地の三波川変成岩の岩石学的研究」で理学博士の学位を取得。1974年、東京大学総合資料館助手、1978年愛媛大学理学部助教授、1985年東京大学理学部助教授、1991年同教授、1999年東京大学大学院新領域創成科学研究科教授。2011年定年退官、名誉教授、海洋研究開発機構海洋地球生命史研究分野分野長。専門は岩石学、レオロジー、鉱物物理学、地球物理学など。

## 著書
- 『これ以上やさしく書けない科学の法則』PHP研究所 2005
- 『地球システム学のすすめ』NTT出版　やりなおしサイエンス講座 2008
- 『宇宙と地球を動かす科学の法則 大人のための科学入門 楽しく読んで、賢くなる!』PHP研究所 2009
- 『地球のダイナミックス』放送大学教育振興会 2010
- 『知りたい!地球はどうやってできたのか?』宝島社 2013
- 『思わず夢中になる宇宙おもしろ雑学』三笠書房　知的生きかた文庫 2015

### 共編著
- 『固体と地球のレオロジー』唐戸俊一郎共編 東海大学出版会 1986
- 『岩波講座地球惑星科学 5　地球惑星物質科学』河村雄行,大野一郎,赤荻正樹,川嵜智佑,清水洋共著 1996
- 『岩波講座地球惑星科学 2 地球システム科学』田近英一,吉田茂生,住明正,和田英太郎,大河内直彦,松井孝典共著 岩波書店 1996
- 『岩波講座地球惑星科学 10 地球内部ダイナミクス』玉木賢策,谷本俊郎,本多了,高橋栄一,巽好幸,本蔵義守共著 岩波書店 1997
- 『岩波講座地球惑星科学 14 社会地球科学』松井孝典, 住明正,平朝彦,鹿園直建,青木孝,井田喜明,阿部勝征共著 岩波書店 1998
- 『地震発生と水 地球と水のダイナミクス』笠原順三,河村雄行共編 東京大学出版会 2003
- 『先端巨大科学で探る地球』金田義行,佐藤哲也,巽好幸共著 東京大学出版会 2008
- 『ダイナミックな地球』大森聡一共編著 放送大学教育振興会 2016

### 監修
- 『躍動する地球 壮大な大地のドラマを模型断面でみる』監修 丸善 しくみ発見博物館 1997
- 『図解そこが知りたい!宇宙の不思議 宇宙のビッグバンから銀河の謎まで』監修 かんき出版 1998

### 翻訳
- C.パスキエ, R.トゥロウ『マイクロテクトニクス 微細構造地質学』金川久一共訳 シュプリンガー・フェアラーク東京 1999

## 論文
- <鳥海光弘